# ファインリング星雲
ファインリング星雲 (英: Fine Ring Nebula, Shapley 1, PN Sp 1) は、太陽系から見てじょうぎ座の方向約4,500光年の距離にある惑星状星雲。一般的な惑星状星雲の形状は球形、楕円形、あるいは双極形のいずれかであるが、この惑星状星雲はほぼ完全な円形のリング状に見えることで知られる。
天の川銀河近傍を撮影した写真乾板上からミュリエル・マッセルズ・セイファートが発見し、1936年にアメリカの天文学者ハーロー・シャプレーによってハーバード大学天文台紀要で報告された。シャプレーは、「（この天体は）極めて見事な環状星雲である。リングの全直径は72秒。円形でほぼ一様なリングの幅は15秒である。」と記している。
星雲の中心にある惑星状星雲中心星 (center star of planetary nebula, CSPN) は連星系で、約2.9日の周期で公転している。中心の連星の相互作用によってこの星雲の形状は双極性星雲を成しており、地球からほぼ完全な円形に見えるのは双極性星雲の2つの極が重なって見えるためであると考えられている。